# Centaurea alfonsoi
Centaurea alfonsoi (волошка Альфонсо) — вид рослин роду волошка (Centaurea), з родини айстрових (Asteraceae). Вид названий на честь доктора Альфонсо Сузанни (англ. Alfonso Susanna), який працював над різними родами триби Cardueae.

## Біоморфологічна характеристика
Це дворічна рослина заввишки 100–150 см. Стебло прямовисне, зазвичай просте, приблизно 13 мм в діаметрі, біля основи циліндричний, з білими смугами, густо облиствлене в серединній частині, вкрите волосками й залозами. Листки жорсткі, нещільно вкриті волосками (густо на середній жилці і жилках) і залозистими волосками. Квіткові голови численні, від 10 до 15, китицями. Квіточки білі, при висиханні стають блідо-жовтими, центральні квіточки завдовжки 46–48 мм. Сім'янки довгасті, 9–10 × 3.2–3.8 мм, гладкі та блискучі, білуваті, на верхівці округлі. Папус подвійний, стійкий, багаторядний, лускатий, білуватий, зовнішня завдовжки 12–13 мм; внутрішня 4.5–5 мм завдовжки. Цвіте в травні — червні, дозрівання плодів відбувається в червні — липні.

## Середовище проживання
Це рідкісний ендемік західного Ірану і відомий лише уздовж доріг і перелогових полів навколо села Бавех-Гех між Кам'яраном і Равансаром у провінції Керманшах.